# Royal Flying Doctor Service of Australia

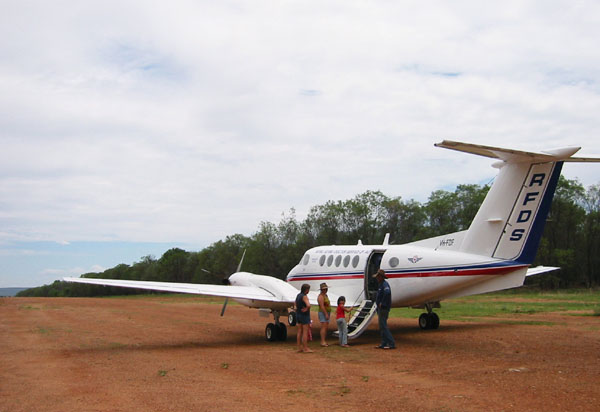
Samolot RFDS na odludnym lądowisku w stanie Queensland

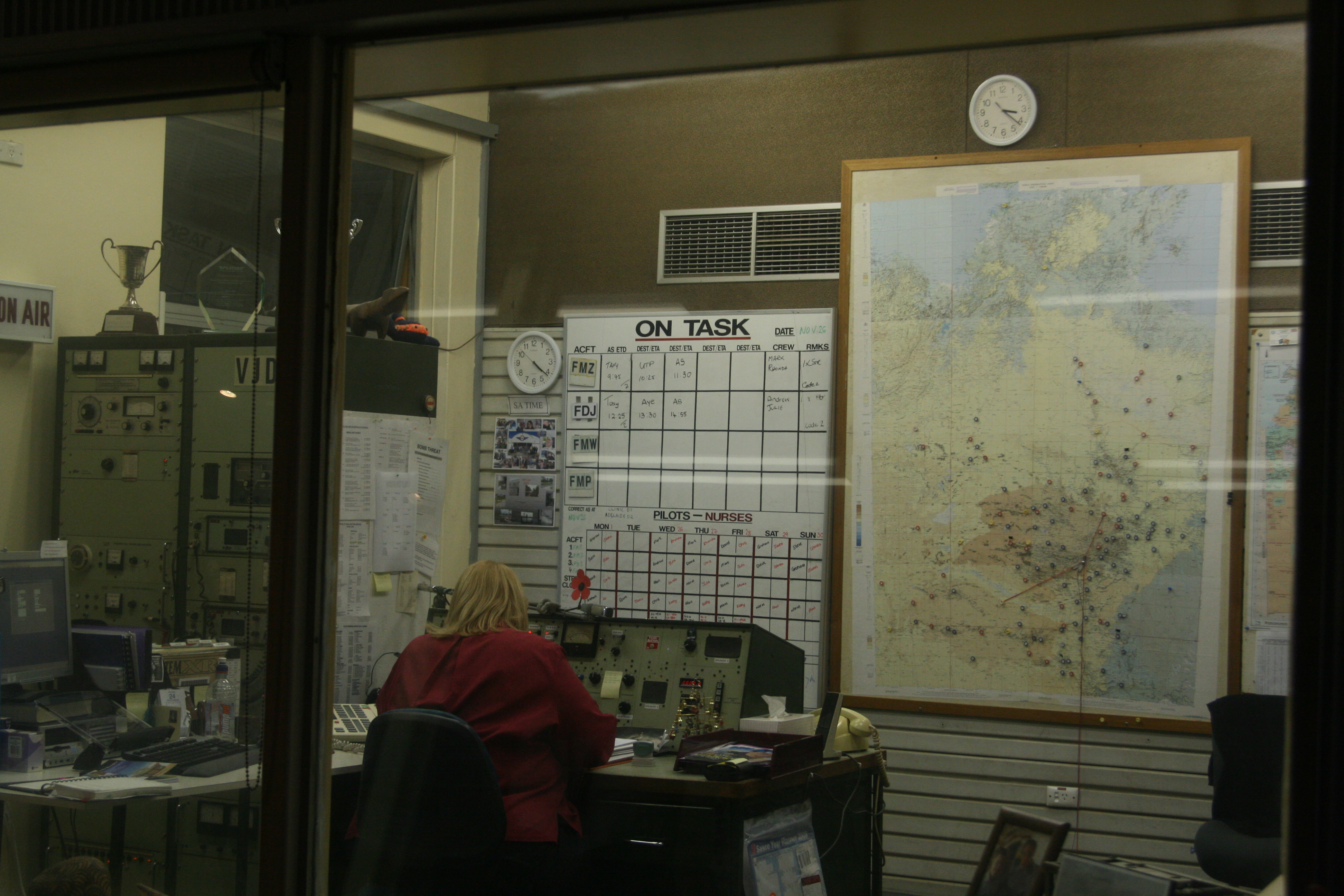
Regionalna dyspozytornia RFDS w Alice Springs

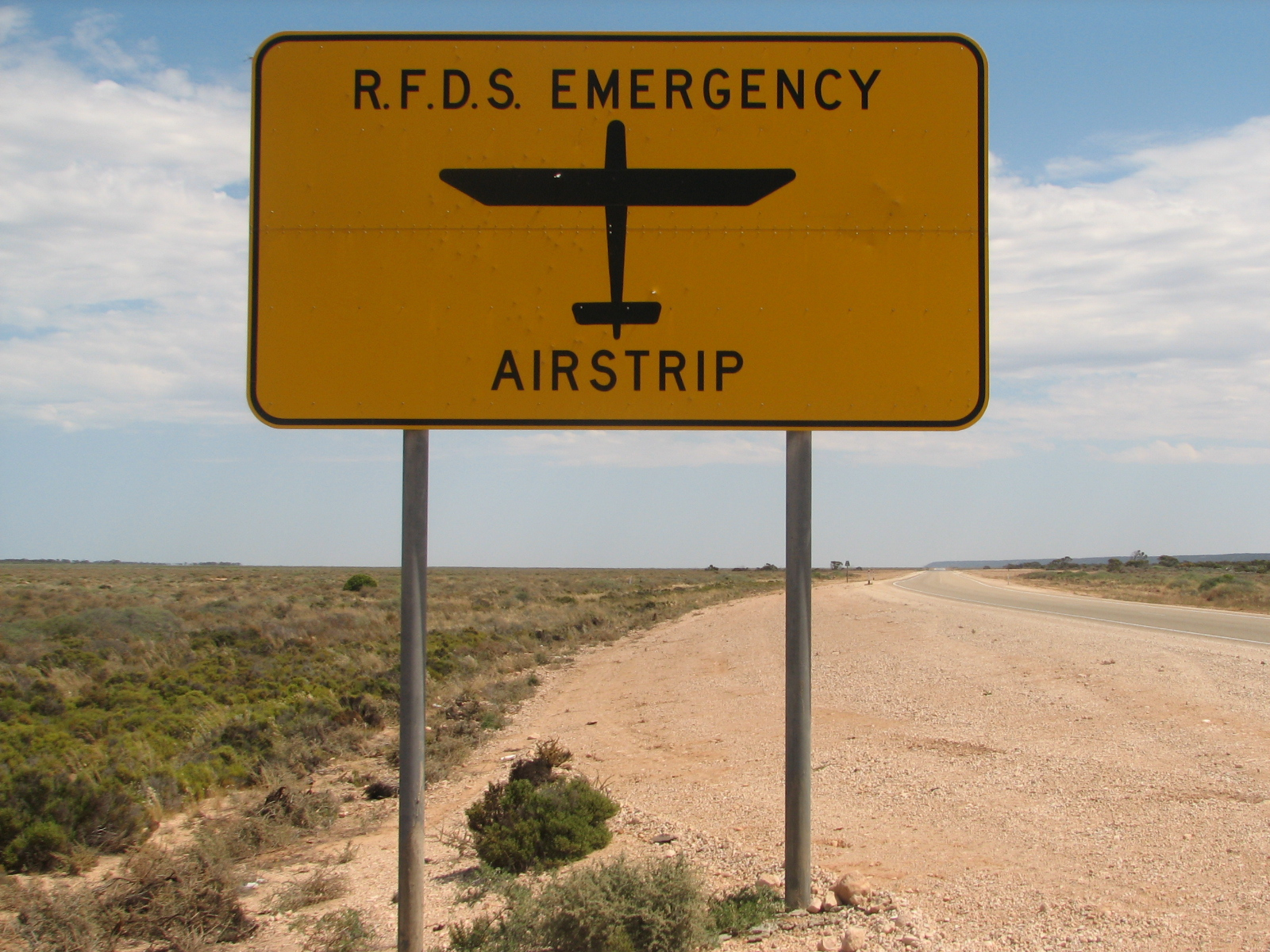
Znak drogowy ostrzegający o możliwości nagłego lądowania samolotu RFDS na drodze

Royal Flying Doctor Service of Australia (Królewska Służba Latających Lekarzy Australii, RFDS) – australijska organizacja pozarządowa świadcząca pomoc medyczną dla osób mieszkających na tzw. outback, jak w Australii określa się osiedla ludzkie oddalone o dziesiątki, a często wręcz setki kilometrów od większych ośrodków. Załogi RFDS docierają do swoich pacjentów drogą lotniczą i służą im zarówno w przypadkach nagłych (działając jako pogotowie ratunkowe), jak i dostarczając regularnych świadczeń w ramach podstawowej opieki zdrowotnej. RFDS działa od 1928 i uważane jest za najstarsze lotnicze pogotowie ratunkowe na świecie.
Założycielem RFDS był prezbiteriański duchowny John Flynn. Wcześniej zajmował się on zakładaniem szpitali w niewielkich miasteczkach, ale potem doszedł do wniosku, iż są ludzie mieszkający daleko nawet od takich miasteczek. Postanowił docierać do nich przy pomocy samolotów. Tak powstała Powietrzna Służba Medyczna (AMS), która po kilku zmianach nazwy, od 1955 działa jako RFDS.
RFDS jest największym i najbardziej znanym australijskim lotniczym pogotowiem, ale swoje oddziały lotnicze posiadają także "regularne" pogotowia ratunkowe poszczególnych stanów, które traktują to jako uzupełnienie swoich środków transportu drogowego. W niektórych z nich, np. w Nowej Południowej Walii, RFDS zarządza także samolotami regularnego pogotowia. W przeciwieństwie do większości podobnych instytucji na świecie, RFDS nie korzysta ze śmigłowców, opierając swą działalność wyłącznie na stosunkowo niewielkich samolotach. Wynika to ze specyfiki działalności Służby – operuje ona na wielkich obszarach, gdzie niezbędne są maszyny możliwie jak najszybsze. Z drugiej strony, odbiór pacjentów następuje zwykle na terenach bardzo słabo zaludnionych, gdzie nie ma z reguły problemu ze znalezieniem choćby prowizorycznego pasa startowego. Często w tym celu wykorzystywane są utwardzone drogi. Dwa obecnie używane typy samolotów to Beechcraft King Air (w różnych wersjach) i Pilatus PC-12.
RFDS jest organizacją non-profit utrzymującą się głównie z datków i dotacji. W sensie organizacyjnym stanowi luźną federację czterech regionalnych sekcji, z których każda ma własną osobowość prawną.

## Sekcje i bazy
- Sekcja Południowo-Wschodnia: Broken Hill, Dubbo, Launceston, Melbourne, Sydney
- Sekcja Queensland: Brisbane, Bundaberg, Cairns, Charleville, Mount Isa, Rockhampton, Townsville
- Centralny Region Operacyjny: Adelaide, Alice Springs, Port Augusta, Yulara
- Zachodni Region Operacyjny: Derby, Kalgoorlie, Meekatharra, Perth, Port Hedland